# ムスチスラフ・スヴャトスラヴィチ (ルィリスク公)
ムスチスラフ・スヴャトスラヴィチ（ロシア語: Мстислав Святославич、? - 1241年）は歴代ルィリスク公のうちの1人である。ルィリスク公スヴャトスラフの死後、ルィリスク公国を統治した。このスヴャトスラフをムスチスラフの父とみなす説がある 。
ムスチスラフは1185年のポロヴェツ族への遠征に参加した。また、おそらくムスチスラフはクルスク公オレグなどの、セヴェルシチナの諸公国（チェルニゴフ公国とその分領公国）の公たちと共に、1223年のカルカ河畔の戦いに参加したと思われる。1230年代後半に本格化するモンゴルのルーシ侵攻の過程において、セヴェルシチナの諸公国はモンゴル帝国軍に蹂躙された。そして、ルーシ侵攻の後モンゴル帝国軍の総司令官バトゥはハンガリー王国方面へ侵攻し、1241年に再びルーシ方面へと帰還するが、ムスチスラフはこのバトゥの帰還前に殺害された。その理由は不明である。

妻に関する史料は残されていない。オレグ(ru)と、おそらくアンドレイがムスチスラフの子である。